# Michel Zink

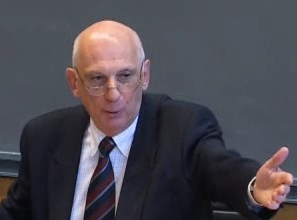
Michel Zink (2009)

Michel Zink (* 5. Mai 1945 in Issy-les-Moulineaux, Département Hauts-de-Seine) ist ein französischer Schriftsteller, Philologe, Mediävist, Romanist und Hochschullehrer, der 1997 auswärtiges Mitglied der American Academy of Arts and Sciences sowie 2000 Mitglied der Académie des inscriptions et belles-lettres wurde und seit 2011 Ständiger Sekretär der Académie des inscriptions et belles-lettres ist. 2017 wurde er zudem Mitglied der Académie française.

## Leben

### Studium, Hochschullehrer und Ehrungen
Michel Zink ist der Sohn des Germanisten und Dichters Émile Georges Zink, der 1977 mit dem Oberrheinischen Kulturpreis ausgezeichnet wurde, sowie dessen Ehefrau Marthe Cohn, und ein Bruder der Historikerin und Hochschullehrerin Anne Zink. Er selbst begann nach dem Besuch des Lycée du Parc in Lyon und der Vorbereitungsklasse (Classe préparatoire) 1964 ein Studium an der École normale supérieure (ENS Paris) und erwarb dort 1967 als Jahrgangsbester die Lehrerlaubnis im Fach Klassische Philologie (Agrégation de lettres classiques). Danach begann er seine berufliche Tätigkeit zwischen 1968 und 1970 als Wissenschaftlicher Assistent an der Sorbonne, der Universität von Paris, und legte 1970 seine Promotion (Doctorat de spécialité (3e cycle)) am Lehrstuhl von Pierre Le Gentil mit einer Arbeit über die mittelalterliche lyrische Gattung der Pastourelle ab. Im Anschluss war er im Rahmen der militärische Kooperation mit Tunesien Wissenschaftlicher Assistent an der Fakultät für Literaturwissenschaften an der Universität Tunis. Nach seiner Rückkehr war er zwischen 1972 und 1976 Oberassistent (Maître-assistant) an der Universität Paris-Sorbonne (Paris IV) und legte in dieser Zeit 1975 seine Habilitation (Doctorat d’État) mit einer Arbeit über die Anfänge der römischen Volkssprache ab.
1976 übernahm Zink eine Professur an der Université Toulouse II - Le Mirail und lehrte dort bis 1987. 1987 erhielt er den Preis der Internationalen Vereinigung für Französische Studien (Association internationale des études françaises). Im Anschluss war er zwischen 1987 und 1994 Professor an der Universität Paris-Sorbonne (Paris IV), ehe er von 1994 bis 2016 Professor und Inhaber des Lehrstuhls für Französische Literatur des Mittelalters am Collège de France war. Daneben hielt er Gastprofessor Vorlesungen an zahlreichen ausländischen Universitäten wie der Yale University, University of California, Berkeley, University of Pennsylvania, Johns Hopkins University, Columbia University, Stanford University, Wesleyan University, University of Chicago, Universität La Sapienza, Universität Neapel Federico II, Universität Konstanz, Universität Santiago de Compostela, Universität Genf sowie der Universität Zürich. 1997 erhielt er die Goldmedaille der Société Arts-Sciences-Lettres.
Michel Zink wurde 1997 auswärtiges Mitglied der American Academy of Arts and Sciences sowie 2000 als Nachfolger von Félix Lecoy Mitglied der Académie des inscriptions et belles-lettres. 2001 verlieh ihm die Académie des jeux floraux in Toulouse das Liseron d’or. Darüber hinaus erhielt er 2004 von der University of Sheffield sowie 2011 von der Universität Bukarest Ehrendoktorwürden. Für seine Verdienste um die Europäische Literatur des Mittelalters wurde er 2007 mit dem Balzan-Preis geehrt. Zudem ist er seit 2011 als Nachfolger von Jean Leclant Ständiger Sekretär der Académie des inscriptions et belles-lettres sowie korrespondierendes Mitglied der Österreichischen Akademie der Wissenschaften.
Zink, der Kommandeur der Ehrenlegion, des Ordre des Palmes Académiques sowie des Verdienstorden der Italienischen Republik ist, wurde am 14. Dezember 2017 zum Mitglied der Académie française gewählt, wo er als Nachfolger von René Girard den Stuhl 37 (37e fauteuil) einnahm. Am 18. Dezember 2018 hielt er die obligatorische Lobrede auf seinen verstorbenen Vorgänger René Girard.

### Wirken als Schriftsteller und Herausgeber
Michel Zink ist neben seiner Lehrtätigkeit Verfasser und Herausgeber zahlreicher Bücher. Die überwiegende Mehrheit seiner Bücher und die meisten Werke, die er in Zusammenarbeit verfasst oder herausgegeben hat, befassen sich mit der Literatur des Mittelalters, insbesondere der Lyrik und der religiösen Literatur, oder genauer gesagt mit dem religiösen Gedankengut in der Literatur und seinen Konsequenzen für literarisches Denken und Ästhetik. In seinen Werken befasste er sich dabei insbesondere mit Persönlichkeiten wie Jordi de Sant Jordi, Jean Renart, Jules Cornu, Carlo Salvioni, Daniel Poirion und Guy Raynaud de Lage, aber auch mit Themen wie Canso d’Antiocha, Historia Caroli Magni, Chanson de toile sowie Zweisprachige Alba von Fleury-sur-Loire.
Einige der von ihm organisierten Symposien und die darauf bezogenen Bände beziehen sich auf allgemeine Themen aus Literaturkritik und Literaturtheorie. In der vom Verlag Hachette Livre erschienenen Taschenbuchreihe Le Livre de Poche gibt er seit 1988 die Lettres gothiques heraus, in der Werke  aus dem Mittelalter im französischen, okzitanischen oder lateinischen Originaltext der Übersetzung in der heutigen Sprache gegenübergestellt werden. Daneben verfasste er kurze Chroniken, die er unter dem Titel Bienvenue au Moyen Âge („Willkommen im Mittelalter“) im Programm France Inter des öffentlich-rechtlichen Rundfunksenders Radio France vorstellte, und die 2015 in einem Sammelband erschienen. Für das 2017 aufgeführte Oratorium La Passion selon Marc – Une Passion après Auschwitz transkribierte er den ungekürzten Text der Kapitel 14 und 15 des Markus-Evangeliums in altfranzösischer Sprache nach einem Bibelmanuskript des 13. Jahrhunderts.

## Veröffentlichungen
Zu seinen Werken gehören:
- Les Dessins géométriques, Édition de la Grisière, 1971
- La Pastourelle. Poésie et folklore au Moyen Âge, Dissertation, Éditions Bordas, 1972
- La Prédication en langue romane avant 1300, Habilitation, Éditions Honoré Champion, 1976
- Belle. Essai sur les chansons de toile, Éditions Honoré Champion, 1978
- Roman rose et rose rouge. Le Roman de la Rose ou de Guillaume de Dole de Jean Renart, Les Belles Lettres, 1979
- Le Roman d’Apollonius de Tyr, Le Livre de Poche, 1982
- La Subjectivité littéraire, Mitautor, Presses Universitaires de France (PUF), 1985
- Rutebeuf. Œuvres complètes, Band I, Éditions Classiques Garnier, 1989
- Rutebeuf. Œuvres complètes, Band II, Éditions Classiques Garnier, 1990
- Le Moyen Âge. Littérature française, Mitherausgeber, PUF, 1990
- Littérature française du Moyen Âge, PUF, 1992
- Histoire européenne du roman médiéval. Esquisse et perspectives, Mitautor, PUF, 1992
- Dictionnaire des lettres françaises – Le Moyen Âge, Herausgeber, 1992
- Les Voix de la conscience. Parole du poète et parole de Dieu dans la littérature médiévale, Editions Paradigme, 1992
- Le Moyen Âge et ses chansons ou Un passé en trompe-l’œil, Éditions de Fallois, 1996
- Le Tiers d’amour. Un roman des troubadours, Éditions de Fallois, 1998
- Froissart et le temps, PUF, 1998
- Le Jongleur de Notre-Dame. Contes chrétiens du Moyen Âge, Le Seuil/Plon, 1999
- Pages manuscrites de la littérature médiévale, Mitautor, Le Livre de poche, 1999
- Déodat ou la transparence. Un roman du Graal, Le Seuil/Plon, 2002
- Dictionnaire du Moyen Âge, Herausgeber, 2002
- L’Œuvre et son ombre. Que peut la littérature secondaire?, Herausgeber, 2002
- Poésie et conversion au Moyen Âge, PUF, 2003
- Le Moyen Âge à la lettre. Un abécédaire médiéval, Éditions Tallandier, 2004
- Arsène Lupin et le mystère d’Arsonval, Éditions de Fallois, 2004
- Nature et poésie au Moyen Âge, Librairie Arthème Fayard, 2006
- Un portefeuille toulousain, Éditions de Fallois, 2007
- Seuls les enfants savent lire, Éditions Tallandier, 2009
- Livres anciens, lectures vivantes. Ce qui passe et ce qui demeure, Herausgeber, 2009
- Les Troubadours. Une histoire poétique, Éditions Perrin, 2013
- D’autres langues que la mienne, Herausgeber, 2014
- Bienvenue au Moyen Âge, Éditions des Équateurs, 2015
- L’Humiliation, le Moyen Âge et nous, Éditions Albin Michel, 2017
- Bérets noirs, bérets rouges, Éditions de Fallois, 2018
- Seuls les enfants savent lire – Nouvelle édition, Les Belles Lettres, 2019

## Hintergrundliteratur
- Jean-Maurice de Montremy: Michel Zink, le conteur du Moyen Age, In: L’Histoire, September 1999